# Smart Garden
Smart Garden bezeichnet die Automatisierung von Arbeitsprozessen in Gärten und gartenähnlichen Anlagen mithilfe von vernetzten und fernsteuerbaren Geräten und Systemen. Die Gartengeräte können dabei manuell durch Fernbedienungen oder mittels Apps auf mobilen Endgeräten (Laptop, Tablet, Smartphone) bedient werden. Wirklich smart wird die Lösung aber erst dann, wenn kein Eingriff des Menschen mehr notwendig ist und die Geräte vollautomatisch und intelligent – eben smart – arbeiten.
Der Begriff erweitert Smart-Home-Systeme um weitere Anwendungen im Außenbereich und stellen eine Erweiterung dieser Systeme für den Gartenbereich dar.
Unter den Begriff Smart Garden fallen viele unterschiedliche Anwendungen und Geräte wie das automatisierte Mähen mit Rasenmährobotern, die bedarfsgerechte Bewässerung von Gartenbereichen passiert im Unterschied zu herkömmliches Bewässerungssystems nun mittels intelligenter und vollautomatisierter Lösungen, die Überwachung des Wetters durch intelligente Wetterstationen und Sensoren, die smarte Beleuchtung des Gartens, die Überwachung von Außenbereichen mit vernetzten Bewegungsmeldern und Sicherheitskameras sowie die intelligente Beschattung durch automatisierte Markisen, Jalousien und Rollläden.
Eng verwandt mit diesen Geräten und Systemen sind Smart Farming Lösungen für die Anwendung im Agrarbereich sowie Smart Indoor Gardening-Lösungen für Pflanzen im Innenbereich und auf Balkonen.